# Kevin Rudd
Kevin Michael Rudd (Nambour, Queensland; 21 de septiembre de 1957) es un político y diplomático australiano que ejerció como primer ministro de Australia y líder del Partido Laborista desde el 27 de junio hasta el 18 de septiembre de 2013. También ocupó dichos cargos entre 2006 y 2010. Se desempeña como embajador de Australia en Estados Unidos desde 2023.
Desde 1998 hasta 2013, fue miembro de la Cámara de Representantes de Australia por la circunscripción de Griffith. El premier australiano abandonó su carrera como diplomático para abrirse camino en la política, y se convirtió en líder del Partido Laborista en diciembre de 2006.

## Carrera política

### Elección como primer ministro
Kevin Rudd puso fin el 24 de noviembre de 2007 a once años del liberal John Howard, tras vencer en las elecciones federales.
Durante la campaña electoral, la pugna fue intensa entre las dos formaciones que dominan el escenario político australiano, y quedaron claras la diferencia de posturas sobre el cambio climático, la presencia de las tropas en Irak y las políticas fiscales.
Rudd supo ganarse al electorado australiano con un mensaje a favor del cambio, prometido la retirada gradual de las tropas australianas de Irak y firmar el Protocolo de Kioto.

Quiero ser el primer ministro de todos los australianos: de los indígenas, los nacidos aquí y los que han venido de lejos y han contribuido a nuestra gran diversidad, para nuestras ciudades y para nuestro campo, donde están sufriendo la peor sequía.

Su gobierno tomó juramento ante el Gobernador General Michael Jeffery el 3 de diciembre de 2007.

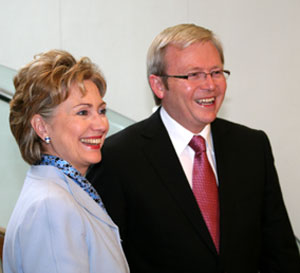
Rudd con la senadora estadounidense Hillary Clinton. Marzo de 2008.

### Legislatura
El 3 de diciembre de 2007, inmediatamente después de tomar posesión del cargo, el primer ministro Rudd firmó el instrumento de ratificación del Protocolo de Kioto contra el cambio climático, cumpliendo así una de sus principales promesas electorales.
Se encuentra confrontado con la industria minera, que lidera una campaña muy fuerte contra sus proyectos ambientales y contribuye a su cancelación.
Más tarde en enero de 2008, expuso a Estados Unidos el plan de retirar las tropas de combate de Irak a mediados de año con «el menor trastorno posible» de la denominada Guerra de Irak.
El 13 de febrero de 2008, Rudd pronunció un discurso en el que ofrecía una disculpa formal a los indígenas australianos por las prácticas y políticas gubernamentales pasadas contra dichos pueblos.
El 24 de junio de 2010 fue sustituido por su correligionaria, la vice primera ministra Julia Gillard, tras perder el apoyo del Partido Laborista. Cargo que vuelve a ocupar el 27 de junio de 2013, sucediéndola.

## Carrera diplomática
El 19 de diciembre de 2022, fue nombrado embajador de Australia en Estados Unidos, para suceder a Arthur Sinodinos en el cargo el próximo año.